# Tom Verbeke
Tom Verbeke, né le 13 juin 1997, est un skieur alpin belge.

## Biographie
En 2017, il prend la 3e place en team event avec la Belgique lors des Mondiaux juniors à Åre.

## Palmarès

### Mondiaux juniors
- Åre 2017 :
  -  Médaille de bronze en team event.